# Cruise Barcelona
Cruise Barcelona è una nave-traghetto passeggeri ro-pax della Grimaldi Lines, gemella della Cruise Roma, varata il 16 febbraio 2008, presso i cantieri navali di Castellammare di Stabia. Da questo progetto sono nate anche la Cruise Sardegna e la Cruise Europa, sempre in servizio per Grimaldi Lines.

## Descrizione
Il traghetto, secondo di una serie di quattro, è stato commissionato dal Gruppo Grimaldi per potenziare i suoi collegamenti nel Mediterraneo.
La nave è entrata in servizio nel settembre 2008 ed attualmente offre servizio di collegamento, assieme alla gemella Cruise Roma per la tratta Civitavecchia-Porto Torres-Barcellona, che in inverno si effettua il mercoledì e la domenica, mentre d'estate cinque volte a settimana tranne il lunedì e il giovedì.
Il traghetto, che può raggiungere una velocità massima di 27 nodi, può trasportare fino un massimo di 2 794 passeggeri, possiede un garage dalla capacità di 3 050 metri lineari di carico merci (corrispondente a circa 220 semirimorchi) contemporaneamente a circa 215 auto. Dispone di 479 cabine, di cui: 2 per persone a mobilità ridotta (PMR), 300 esterne, 109 interne e 68 suite; 143 poltrone reclinabili, ristorante à la carte, self service, caffetteria, piscina, centro benessere, discoteca, casinò, sala giochi, sala per bambini, sala conferenze, negozio.
Con un investimento di 60 milioni di euro, nel febbraio del 2019 è stato sottoposto, insieme al Cruise Roma, a lavori di allungamento presso il cantiere navale di Palermo che prevedono la dotazione di 4 grandi batterie al litio per l'abbattimento delle emissioni di CO2 durante la permanenza in porto, nonché l'aumento del numero totali di cabine per accogliere un totale di circa 3 500 passeggeri.
Il 13 gennaio 2012 il Cruise Barcelona è stato coinvolto nelle operazioni di soccorso della nave da crociera Costa Concordia, naufragata presso l'Isola del Giglio.

## Navi gemelle
- Cruise Roma